# Пяденица крыжовниковая
Пяденица крыжовниковая, или арлекин (Abraxas grossulariata) — бабочка из семейства пядениц.

## Описание
Хоботок развит хорошо. Белая с чёрными и жёлтыми пятнами, с округлёнными крыльями, в размахе около 4 см. Летает в июле-августе; гусеница осенью и весной на крыжовнике, смородине, орешнике и др. ягодных и плодовых деревьях, которым она иногда сильно вредит; зимует на земле; цвета она белого с чёрным и жёлтым. Куколка чёрная с жёлтыми пятнами, в мае между листьями. Меры против крыжовниковой пяденицы могут состоять в собирании гусениц, легко заметных по своей яркой окраске, и в опрыскивании кустов раствором мышьяка, парижской зелени и т. п.